# وولنوواخا
شهر وولنوواخا (به روسی: Волноваха) در استان دونتسک در کشور اوکراین واقع شده‌است. جمعیت این شهر ۲۴٬۶۴۷ نفر  است.

## نگارخانه

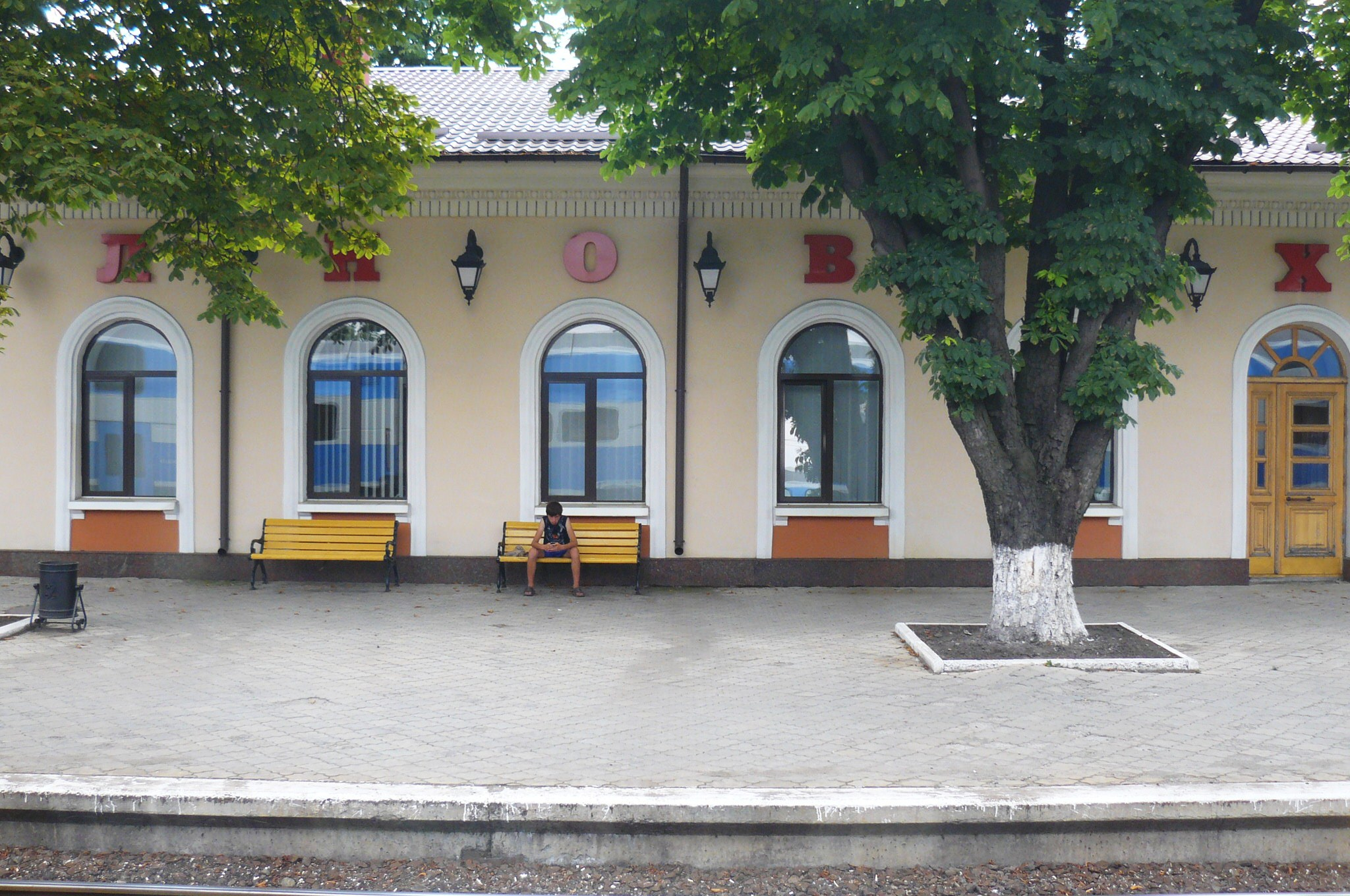
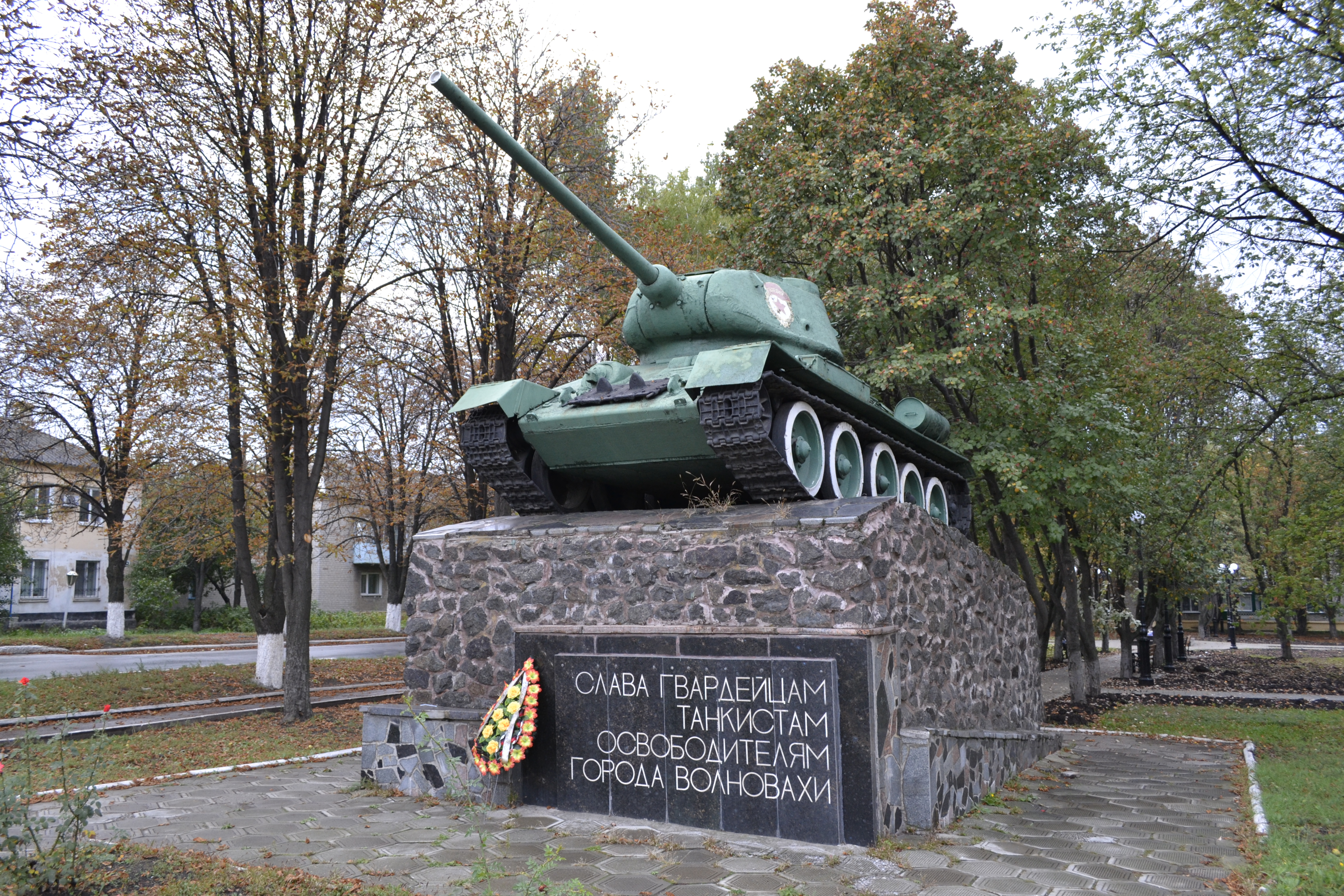
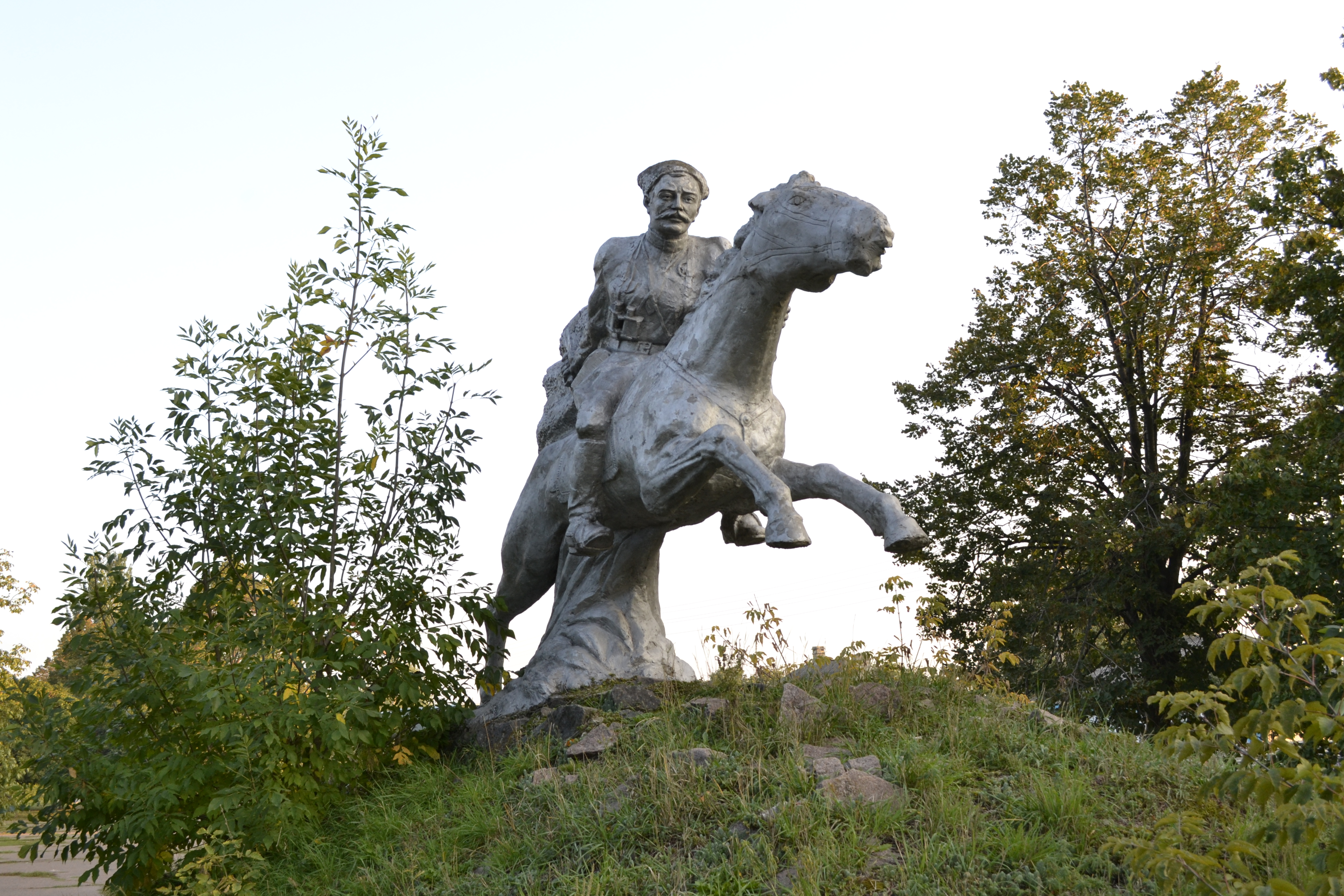